# Thyone axiologa
Thyone axiologa is een zeekomkommer uit de familie Phyllophoridae.
De wetenschappelijke naam van de soort werd in 1938 gepubliceerd door Hubert Lyman Clark.